# Querido papá
Querido papá (título original: Daughters of Privilege) es un telefilme estadounidense del género drama de 1991, dirigido por Michael Fresco, escrito por Michele Gallery, musicalizado por Patrick Williams, en la fotografía estuvo David Bridges y los protagonistas son Dick Van Dyke, Daphne Ashbrook y Kate Vernon, entre otros. Este largometraje fue producido por NBC Productions y se estrenó el 17 de marzo de 1991.

## Sinopsis
La hija del dueño de un diario de Florida está de novia con el mayor enemigo de su padre, este aprovecha la situación para arruinar su empresa.